# Agloe

Agloe auf OpenStreetMap. Das Bild zeigt den Zustand bis 2019, seitdem liegt Agloe in OSM einen halben Kilometer weiter östlich an der Einmündung der Beaver Kill Road, die im Bild vom Label „NY 206“ verdeckt ist.

Der fiktive Ort Agloe im Delaware County im US-Bundesstaat New York war ursprünglich eine Phantomsiedlung als Plagiatsfalle (englisch Papertown), existiert inzwischen jedoch tatsächlich.

## Geschichte
In den 1930er Jahren schufen der Gründer von General Drafting, Otto G. Lindberg, und sein Assistent Ernest Alpers aus den Anfangsbuchstaben ihrer Namen diesen Ortsnamen und zeichneten ihn an einer Kreuzung in den Catskill Mountains nördlich von Roscoe in Exxon-Landkarten ein. Dies sollte es ermöglichen, Plagiate der Landkarte zu erkennen, da der fiktive Ort bei einer Neukartierung nicht aufgetaucht wäre.
Schon in den 1950er Jahren wurde an der betreffenden Kreuzung eine Fischerhütte erbaut, da der Name Agloe auf den Exxon-Karten stand, später auch ein Gemischtwarenladen, der Agloe General Store genannt wurde. Später tauchte Agloe auch auf Rand-McNally-Karten auf, nachdem der Kartograph den Namen des Orts von der Verwaltung des Delaware County erfahren hatte. Exxon drohte daraufhin McNally eine Klage wegen Verstoßes gegen das Urheberrecht an, da McNally auf die „Falle“ hereingefallen sei. Da sich jedoch herausstellte, dass der Ort durch die Fishing Lodge und den Agloe General Store „real“ geworden war, konnte kein Verstoß gegen das Urheberrecht festgestellt werden.
Der Agloe General Store schloss sein Geschäft wieder. Agloe erschien noch auf Karten in den 1990er Jahren.

## Agloe in der Literatur
Agloe spielt eine wichtige Rolle in Margos Spuren, einem Roman des Jugendbuchautors John Green. Wohl aufgrund der damit einhergehenden Popularität wurde in Agloe ein kleines Schild angebracht, das Besucher willkommen heißt und auf den ehemaligen Agloe General Store hinweist.
Peng Sheperd nimmt 2022 in „The Cartographers“ das Thema der Papertowns und von Agloe auf.